# كينشو
كينشو (بالصينية: 钦州市) هي مدينة من مدن الصين. يبلغ عدد سكانها 3440000 نسمة حسب إحصائيات سنة 2004. يبلغ ارتفاع المدينة عن سطح البحر قرابة 12 متر. تبلغ مساحتها 5250 كم².

## المناخ
يظهر الجدول التالي التغييرات المناخية على مدار السنة لكينشو:
| البيانات المناخية لـكينشو                                                                    | البيانات المناخية لـكينشو | البيانات المناخية لـكينشو | البيانات المناخية لـكينشو | البيانات المناخية لـكينشو | البيانات المناخية لـكينشو | البيانات المناخية لـكينشو | البيانات المناخية لـكينشو | البيانات المناخية لـكينشو | البيانات المناخية لـكينشو | البيانات المناخية لـكينشو | البيانات المناخية لـكينشو | البيانات المناخية لـكينشو | البيانات المناخية لـكينشو |
| الشهر                                                                                        | يناير                     | فبراير                    | مارس                      | أبريل                     | مايو                      | يونيو                     | يوليو                     | أغسطس                     | سبتمبر                    | أكتوبر                    | نوفمبر                    | ديسمبر                    | المعدل السنوي             |
| -------------------------------------------------------------------------------------------- | ------------------------- | ------------------------- | ------------------------- | ------------------------- | ------------------------- | ------------------------- | ------------------------- | ------------------------- | ------------------------- | ------------------------- | ------------------------- | ------------------------- | ------------------------- |
| الدرجة القصوى °م (°ف)                                                                        | 27.7 (81.9)               | 31.5 (88.7)               | 31.3 (88.3)               | 34.0 (93.2)               | 34.7 (94.5)               | 37.0 (98.6)               | 37.9 (100.2)              | 37.5 (99.5)               | 36.9 (98.4)               | 35.3 (95.5)               | 32.9 (91.2)               | 28.8 (83.8)               | 37.9 (100.2)              |
| متوسط درجة الحرارة الكبرى °م (°ف)                                                            | 17.8 (64.0)               | 18.7 (65.7)               | 21.6 (70.9)               | 26.5 (79.7)               | 30.1 (86.2)               | 31.5 (88.7)               | 32.1 (89.8)               | 32.4 (90.3)               | 31.6 (88.9)               | 29.0 (84.2)               | 25.0 (77.0)               | 20.8 (69.4)               | 26.4 (79.6)               |
| المتوسط اليومي °م (°ف)                                                                       | 13.9 (57.0)               | 15.2 (59.4)               | 18.2 (64.8)               | 23.0 (73.4)               | 26.4 (79.5)               | 28.1 (82.6)               | 28.6 (83.5)               | 28.5 (83.3)               | 27.5 (81.5)               | 24.6 (76.3)               | 20.3 (68.5)               | 16.1 (61.0)               | 22.5 (72.6)               |
| متوسط درجة الحرارة الصغرى °م (°ف)                                                            | 11.2 (52.2)               | 12.8 (55.0)               | 15.8 (60.4)               | 20.5 (68.9)               | 23.6 (74.5)               | 25.5 (77.9)               | 25.9 (78.6)               | 25.7 (78.3)               | 24.5 (76.1)               | 21.5 (70.7)               | 16.9 (62.4)               | 12.7 (54.9)               | 19.7 (67.5)               |
| أدنى درجة حرارة °م (°ف)                                                                      | 2.4 (36.3)                | 2.4 (36.3)                | 3.8 (38.8)                | 9.0 (48.2)                | 14.6 (58.3)               | 19.0 (66.2)               | 21.9 (71.4)               | 21.4 (70.5)               | 15.9 (60.6)               | 11.6 (52.9)               | 6.0 (42.8)                | 2.3 (36.1)                | 2.3 (36.1)                |
| الهطول مم (إنش)                                                                              | 48.2 (1.90)               | 57.5 (2.26)               | 71.7 (2.82)               | 115.1 (4.53)              | 220.6 (8.69)              | 410.4 (16.16)             | 489.2 (19.26)             | 381.1 (15.00)             | 197.2 (7.76)              | 88.1 (3.47)               | 64.4 (2.54)               | 30.3 (1.19)               | 2٬173٫8 (85.58)           |
| متوسط الأيام الممطرة (≥ 0.1 mm)                                                              | 11.7                      | 13.7                      | 15.1                      | 15.0                      | 16.3                      | 17.6                      | 19.1                      | 19.3                      | 13.5                      | 10.5                      | 6.9                       | 6.9                       | 165.6                     |
| متوسط الرطوبة النسبية (%)                                                                    | 76                        | 81                        | 83                        | 83                        | 82                        | 85                        | 84                        | 83                        | 78                        | 73                        | 70                        | 69                        | 79                        |
| ساعات سطوع الشمس الشهرية                                                                     | 79.0                      | 55.5                      | 67.3                      | 99.8                      | 169.9                     | 173.7                     | 204.2                     | 186.3                     | 200.3                     | 185.0                     | 162.4                     | 137.7                     | 1٬721٫1                   |
| نسبة وصول أشعة الشمس                                                                         | 23                        | 17                        | 18                        | 26                        | 42                        | 43                        | 50                        | 47                        | 55                        | 51                        | 49                        | 41                        | 39                        |
| المصدر #1: China Meteorological Data Service Center                                          |                           |                           |                           |                           |                           |                           |                           |                           |                           |                           |                           |                           |                           |
| المصدر #2: China Meteorological Administration(precipitation days, sunshine hours 1971-2000) |                           |                           |                           |                           |                           |                           |                           |                           |                           |                           |                           |                           |                           |